# Nîkomavrivka, Rozdilna
Nîkomavrivka (în ucraineană Никомаврівка) este un sat în comuna Țebrîkove din raionul Rozdilna, regiunea Odesa, Ucraina.

## Demografie
Componența lingvistică a localității Nîkomavrivka
     Ucraineană (90,56%)
     Română (6,44%)
     Rusă (2,58%)
Conform recensământului din 2001, majoritatea populației localității Nîkomavrivka era vorbitoare de ucraineană (90,56%), existând în minoritate și vorbitori de română (6,44%) și rusă (2,58%).